# Лувье (кантон)
Лувье (фр. Louviers) — кантон во Франции, находится в регионе Нормандия, департамент Эр. Входит в состав округа Лез-Андели.

## История
Кантон образован в результате реформы 2015 года  путём объединения кантона Лувье-Нор и части города Лувье, ранее входившей в состав кантона Лувье-Сюд.

## Состав кантона с 22 марта 2015 года
В состав кантона входят коммуны (население по данным Национального института статистики за 2018 г.):
- Анде (1 302 чел.)
- Виронве (331 чел.)
- Лувье (18 348 чел.)
- Сен-Пьер-дю-Вовре (1 264 чел.)
- Сент-Этьен-дю-Вовре (878 чел.)
- Эдбувиль (787 чел.)
- Энкарвиль (1 419 чел.)

## Политика
На президентских выборах 2022 г. жители кантона отдали в 1-м туре Марин Ле Пен 27,8 % голосов против 26,9 % у Эмманюэля Макрона и 22,6 % у Жана-Люка Меланшона; во 2-м туре в кантоне победил Макрон, получивший 54,4 % голосов. (2017 год. 1 тур: Марин Ле Пен – 25,6 %, Эмманюэль Макрон – 22,1 %, Жан-Люк Меланшон – 19,6 %, Франсуа Фийон – 16,5 %; 2 тур: Макрон – 59,8 %. 2012 год. 1 тур: Франсуа Олланд — 28,7 %, Николя Саркози — 25,8 %, Марин Ле Пен — 19,5 %; 2 тур: Олланд — 52,3 %. 2007 год. 1 тур: Саркози — 30,3 %, Сеголен Руаяль — 25,6 %; 2 тур: Саркози — 53,5 %).
С 2021 года кантон в Совете департамента Эр представляют члены совета города Лувье Даниэль Жюбер (Daniel Jubert) (Республиканцы) и первый вице-мэр Анн Терлес (Anne Terlez) (Демократическое движение).
|                | Кандидаты                   | Партия                   | Первый тур | Первый тур     | Второй тур | Второй тур |
| Кол-во голосов | Кандидаты                   | Партия                   | % голосов  | Кол-во голосов | % голосов  |            |
| -------------- | --------------------------- | ------------------------ | ---------- | -------------- | ---------- | ---------- |
|                | Даниэль Жюбер Анн Терлес    | Правоцентристский блок   | 2 024      | 42,72          | 2 709      | 56,54      |
|                | Филипп Брён Нольван Леостик | Левый блок – Зелёные     | 1 683      | 35,52          | 2 082      | 43,46      |
|                | Бенуа Бальзан Сандра Филипп | Национальное объединение | 1 031      | 21,76          |            |            |

|                | Кандидаты                   | Партия                  | Первый тур | Первый тур     | Второй тур | Второй тур |
| Кол-во голосов | Кандидаты                   | Партия                  | % голосов  | Кол-во голосов | % голосов  |            |
| -------------- | --------------------------- | ----------------------- | ---------- | -------------- | ---------- | ---------- |
|                | Даниэль Жюбер Хафида Уада   | Правый блок             | 2 041      | 30,12          | 3 910      | 63,23      |
|                | Людовик Ларю Коринн Лоран   | Национальный фронт      | 2 035      | 30,03          | 2 274      | 36,77      |
|                | Лесли Клере Патрис Юн       | Левый блок              | 1 708      | 25,21          |            |            |
|                | Натали Ван Орн Алексис Фрес | Европа Экология Зелёные | 561        | 8,28           |            |            |
|                | Клодин Дютёй Стев Ро        | Левый фронт             | 431        | 6,36           |            |            |